# Далматинско-динарски партизански одред
Далматинско-динарски народноослободилачки партизански (НОП) одред (називан још и Динарски и Динарско-приморски одред) је био партизанска јединица у саставу Народноослободилачке војске и партизанских одреда Југославије током Другог светског рата у Хрватској.

## Историјат
Формиран је 10. новембра 1941. на Динари у засеоку Врдову од око 20 бораца, углавном, из бившег Сињског НОП одреда, као Сињски (Динарски) одред. Ослањајући се на средњи део Динаре Одред је одмах успоставио везу с одредом Старац Вујадин у Ливањском пољу и средином октобра са Дрварским НОП одредом, те омогућио повезивање партизана Далмације и Босне. Крајем септембра уништио је жандармеријску патролу код Врдова. Нападнут од италијанских снага, после дводневних борби повукао се на Вјештића гору изнад Врдова. До средине децембра Одред је извео неколико мањих акција између Сиња и Ливна, и Сиња и Книна. Бројно нешто ојачан, Одред се поделио у три групе које су дејствовале на Динари, Камешници и Свилаји. Почетком јануара 1942. на Чилашу, код Сиња, заробљено је 11 италијанских војника. После још неколико успелих акција које су те групе извеле до средине јануара против жандармеријских станица и Италијана, дошло је до прилива нових бораца из Сиња и околине, што је у фебруару омогућило да групе прерасту у чете: Динарска, Камешничку и Свилајску, па је крајем фебруара Одред имао око 200 бораца. У фебруару је на цести Сињ—Врлика напао и заробио два аутобуса усташа, жандарма, домобрана и Италијана, а у марту је водио борбу са Италијанима у селима на изворном делу Цетине. У априлу је нанео губитке јачој италијанској моторизованој колони на истој цести, и срушио преко 100 стубова телефонске-телеграфске линије Сињ—Врлика. Знатније италијанске снаге уз учешће четника и усташа напале су из Сиња и Врлике 8. априла Одред на Динари, али су одбијене уз веће губитке. На Динару, која је постала један од ослонаца далматинских партизана, Покрајински Комитет КПХ за Далмацију упућивао је борце из обалског појаса, па је средином априла стигло 69 људи из Солина и Сплита. Због прилива нових бораца, Штаб Одреда наставио је да формира нове партизанске чете, којих је у мају било седам. Штаб Одреда је у првој половини 1942. постепено постао руководилац свих партизанских јединица у средњој, а затим у целој Далмацији. Одред је реорганизован крајем јуна и од његових бораца формиран је Средњодалматински НОП одред од 2 батаљона, док је од Штаба Одреда и нових старешина формиран Штаб Четврте оперативне зоне. Од 1941. Одред је један од носилаца оружане борбе у средњој Далмацији и служио као спона далматинских и босанских јединица.